# 上泉信綱
上泉信綱（永正5年（1508年）－天正5年1月16日（1577年2月3日）？）是日本戰國時代的兵法家，被後人尊稱為「劍聖」，日本劍術知名流派「新陰流」的開山之祖。而其歿年有異説是於天正10（1582）年。

## 名字
姓大胡。通稱的姓為上泉，讀作。曾任的官位是伊勢守、及後來的武藏守。所以被通稱為上泉伊勢守、上泉武藏守。而其本名不詳。諱是秀綱、其後稱信綱。現代則稱為上泉伊勢守秀綱。
在上野國赤木山麓的大胡城出生的信綱，16歳時於鹿島神宮，接受松本備前守塚原高幹的兵法教導，在塚原高幹命令下，三日三夜的立切試合中，漂亮地完成。其後師事於愛洲陰流的愛洲移香齋，在23歳的時候取得印可狀，並且研究各種各樣的刀法、創出新陰流。信綱亦曾以戰國武將留名，仕官於長野業正、及其子長野業盛期間，與武田信玄、北條氏康的大軍對陣奮戰，並擁有「上野一本槍（上州の一本槍）」的稱號。在長野家滅亡後拒絕武田信玄的仕官邀請，但信玄在惋惜下送上其名的一個字，因此改名為信綱。其後，在永禄6年為普及新陰流在各國流浪旅行。他在永禄7年上洛，傳授武術給13代幕府將軍足利義輝，及在永禄8年傳授給柳生宗嚴。在山科言繼的日記『言繼卿記』中有其上洛的記錄。之後亦傳授給柳生家高徒。上泉信綱在天正5年逝世。

## 生平
- 1508年（永正5年）- 誕生在上野國大胡城，為大胡武藏守秀繼之次子。幼名源五郎。
- 1529年（享祿2年）- 繼任家督、從五位下伊勢守叙任。
- 1531年（享祿4年）2月 - 愛洲移香齋久忠受與陰流印可。
- 1555年（天文24年）- 北條氏康攻擊大胡城，開城投降。其後移到上泉城。
  - 大胡武蔵守秀繼病死，秀綱捨棄大胡姓，改姓上泉。
  - 上杉謙信攻擊北條家。
  - 箕輪城主長野業正参陣。
- 1558年（永祿元年）- 上京與丸目藏人對決。
- 1563年（永禄6年）2月 - 箕輪城落城後仕武田信玄，其後因普及新陰流而請辭，到諸國修行旅行。
  - 先前大胡城陷落以來，身份為北條氏人質的長子，常陸介秀胤之子上泉泰綱在北條氏仕官。
  - 在奈良的寶藏院打倒柳生宗嚴。 信綱改名。
- 1564年（永祿7年）- 成為柳生家客人身分。
  - 2月、第二次國府台合戰出北條軍參戰，其嫡子秀胤戰死。
  - 3月、上洛，與13代将軍足利義輝講授新陰流兵法。
- 1565年（永祿8年）- 授與柳生宗嚴新陰流印可状。
- 1567年（永禄10年）2月 - 授與丸目蔵人佐印可狀。
- 1569年（永祿12年）1月 - 上京與將軍及公家傳授兵法。
- 1570年（元龜元年）- 大納言山科言繼兵法傳授。
  - 7月27日、從四位下武藏守叙任。
- 1577年（天正5年）1月16日 - 死去。

　※生沒年等年號為推測。

## 小故事
根據『本朝武藝小傳』（日夏繁高、亨保元年（1716年）），上泉信綱在永禄6年（1563年）上洛的時候，遇上了強盜綁架幼兒並禁箇於屋中，當時信綱向附近的僧侶借了袈裟，並剃頭裝出家人。信綱在強盜的房屋附近，拿出飯團並將其氣味傳入屋中，以引開強盜的注意力，另一方面則逮捕強盜，將幼兒安全救出。黑澤明的時代劇電影『七武士』中，以這個逸話作為參考。

## 門下
- 疋田景兼
- 神後伊豆守
- 柳生石舟齋
- 丸目藏人佐
- 駒川改心
- 奥山休賀齋
- 寶藏院胤榮

## 關連
- 新陰流
- 柳生宗嚴
- 丸目長惠
- 兵法三大源流
- 駒川改心流劍術